# Aina the End
Aina the End (アイナ・ジ・エンド, Aina Ji Endo), estilizado como AiNA THE END, (Osaka, 27 de dezembro de 1994) é uma cantora e idol japonesa. Conhecida por sua voz rouca para cantar, ela é membra fundadora do grupo de ídolos BiSH.

## Carreira
Nascida em Osaka, Aina the End mudou-se para Tóquio e primeiramente trabalhou como cantora em uma boate em Shibuya, depois em uma unidade de dança chamada Parallel para o cantor Yucat. Após a separação do Bis, o gerente do grupo, Junnosuke Watanabe, começou as audições para um novo grupo chamado BiSH em janeiro de 2015. Em março do mesmo ano, Aina the End foi revelada como uma das cinco membras que passaram nas audições. Dentro do Bish, ela é conhecida por sua voz rouca. Além de ter coreografado canções para o Bish, também o fez para o grupo Empire.
Em dezembro de 2016, Aina the End e o Bish entraram brevemente em um hiato enquanto ela se submetia a uma cirurgia para pólipos vocais. Ela voltou no ano seguinte com o lançamento do single "Promise the Star". Após o lançamento de Wack & Scrambles Works, um álbum conjunto de grupos sob a gestão da WACK que incluiu os reformados Bis e Gang Parade, um concurso de popularidade foi realizado para todos os membros participantes. Os dois primeiros membros do ranking lançariam um single juntos pela Avex Trax. Aina the End conquistou o segundo lugar, atrás da outra membra do Bish, Cent Chihiro Chicchi. O single intitulado "Yoru Ōji to Tsuki no Hime/Kienai de" foi lançado em 19 de setembro de 2018, com Aina the End cantando a segunda música.
Fora de Bish, Aina the End apareceu como vocalista de outros artistas como TeddyLoid, Mondo Grosso, Marty Friedman, My First Story, e Dish//. Em 2019, ela colaborou com Sugizo na canção "Hikari no Hate", tema de encerramento de Mobile Suit Gundam: The Origin - Advent of the Red Comet. Ela também interpretou o final do drama de televisão de 2020, Shinitai Yoru ni Kagitte. A canção, que leva o nome da série, foi a primeira canção escrita inteiramente por Aina the End.
Ela lançou seu primeiro álbum solo, The End, em 3 de fevereiro de 2021. O EP Naisho (内緒) foi lançado em 2 de março. Em 24 de novembro, o segundo álbum The Zombie foi lançado.

## Discografia

### Álbuns de estúdio
| Título     | Detalhes do álbum                                                                            | Posição de pico | Posição de pico |
| Título     | Detalhes do álbum                                                                            | Oricon          | Hot 100         |
| ---------- | -------------------------------------------------------------------------------------------- | --------------- | --------------- |
| The End    | - Lançamento: 3 de fevereiro de 2021 - Gravadora: Avex Trax - Formatos: CD, download digital | 3               | 3               |
| The Zombie | - Lançamento: 24 de novembro de 2021 - Gravadora: Avex Trax - Formatos: CD, digital download | 12              |                 |

### EPs
| Título        | Detalhes do álbum                                                                     | Posição de pico | Posição de pico |
| Título        | Detalhes do álbum                                                                     | Oricon          | Hot 100         |
| ------------- | ------------------------------------------------------------------------------------- | --------------- | --------------- |
| Naisho (内緒) | - Lançado: 2 de março de 2021 - Gravadora: Avex Trax - Formatos: CD, download digital | 18              | —               |

### Singles

#### Como artista principal
| Título                                            | Ano  | Posição de pico | Posição de pico | Álbum   |
| Título                                            | Ano  | Oricon Singles  | Hot 100         | Álbum   |
| ------------------------------------------------- | ---- | --------------- | --------------- | ------- |
| "Kienaide" (きえないで)                           | 2018 | 10              | —               | The End |
| "Shinitai Yoru ni Kagitte" (死にたい夜にかぎって) | 2020 | —               | —               | The End |

#### Como artista em colaboração
| Título                                                                  | Ano  | Posição de pico | Posição de pico | Álbum                            |
| Título                                                                  | Ano  | Oricon Singles  | Hot 100         | Álbum                            |
| ----------------------------------------------------------------------- | ---- | --------------- | --------------- | -------------------------------- |
| "To The End" TeddyLoid feat. Aina The End                               | 2017 | —               | —               | Silent Planet 2 Vol. 4           |
| "Break the Doors" TeddyLoid feat. Aina The End                          | 2017 | —               | —               | Silent Planet: Reloaded          |
| "Wasted Tears" Marty Friedman feat. Aina The End, Cent Chihiro Chittiii | 2018 | —               | —               | B The Beginning: The Image Album |
| "False Sympathy" (偽りのシンパシー) Mondo Grosso feat. Aina The End     | 2018 | —               | 76              | Attune / Detune                  |
| "Sing-a-Long" Dish// feat. Aina The End                                 | 2019 | —               | —               | Junkfood Junction                |
| "Hikari no Hate" (光の涯) Sugizo feat. Aina The End                     | 2019 | —               | —               | Ai to Chōwa                      |
| "Fubenna Kawaiige" (不便な可愛げ) Genie High feat. Aina The End         | 2019 | —               | —               | Genie High Story                 |

#### Apresentações na trilha sonora
| Título                                              | Ano  | Posição de pico | Posição de pico | Álbum            |
| Título                                              | Ano  | Oricon Singles  | Hot 100         | Álbum            |
| --------------------------------------------------- | ---- | --------------- | --------------- | ---------------- |
| "Part of Your World" (パート・オブ・ユア・ワールド) | 2017 | —               | —               | Thank You Disney |